# Temnora acra
Temnora acra är en fjärilsart som beskrevs av Gehlen. 1935. Temnora acra ingår i släktet Temnora och familjen svärmare. Inga underarter finns listade i Catalogue of Life.